# IC 4383
IC 4383 је спирална галаксија у сазвјежђу Волар која се налази на листи објеката дубоког неба у Индекс каталогу.
Деклинација објекта је + 15° 52' 8" а ректасцензија 14h 12m 12,6s. Привидна величина (магнитуда) објекта IC 4383 износи 14,5 а фотографска магнитуда 15,3. IC 4383 је још познат и под ознакама NGC 5504B, MCG 3-36-79, CGCG 103-113, KUG 1409+161A, PGC 50730.